# Ariadne Classic 1988
Ariadne Classic 1988 — жіночий тенісний турнір, що проходив на кортах з трав'яним покриттям Milton Tennis Centre у Брисбені, Австралія. Належав до турнірів 2-ї категорії в рамках Туру WTA 1988. Тривав з 28 грудня 1987 до 3 січня 1988 року. Перша сіяна Пем Шрайвер здобула титул в одиночному розряді.

## Фінальна частина

### Одиночний розряд
Пем Шрайвер —  Яна Новотна 7–6(8–6), 7–6(7–4)
- Для Шрайвер це був 1-й титул за рік і 104-й — за кар'єру.

### Парний розряд
Бетсі Нагелсен /  Пем Шрайвер —  Клаудія Коде-Кільш /  Гелена Сукова 2–6, 7–5, 6–2
- Для Нагелсен це був 1-й титул за рік і 16-й — за кар'єру. Для Шрайвер це був 2-й титул за сезон і 105-й — за кар'єру.